# Geloux
Geloux – miejscowość i gmina we Francji, w regionie Nowa Akwitania, w departamencie Landy.
Według danych na rok 1990 gminę zamieszkiwało 459 osób, a gęstość zaludnienia wynosiła 9 osób/km² (wśród 2290 gmin Akwitanii Geloux plasuje się na 743. miejscu pod względem liczby ludności, natomiast pod względem powierzchni na miejscu 116.).